# Nikodemus della Scala

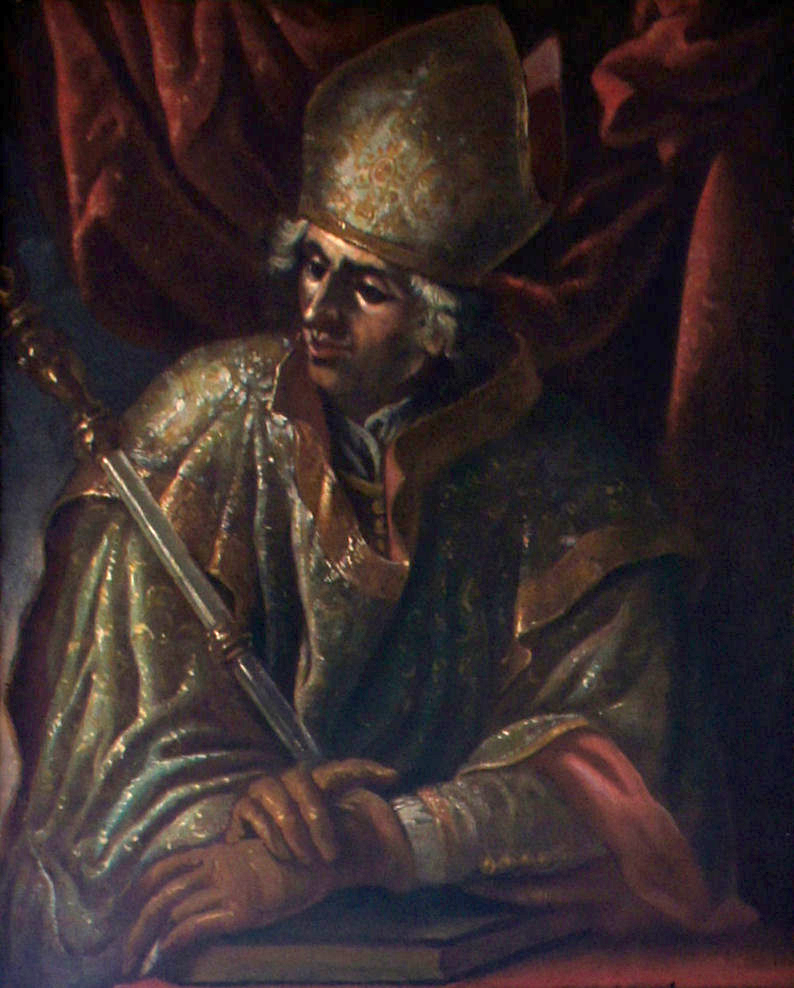
Nikodemus della Scala auf einem Gemälde im Fürstengang Freising

Nikodemus della Scala († 14. August 1443 in Wien) war von 1422 bis 1443 Fürstbischof von Freising.

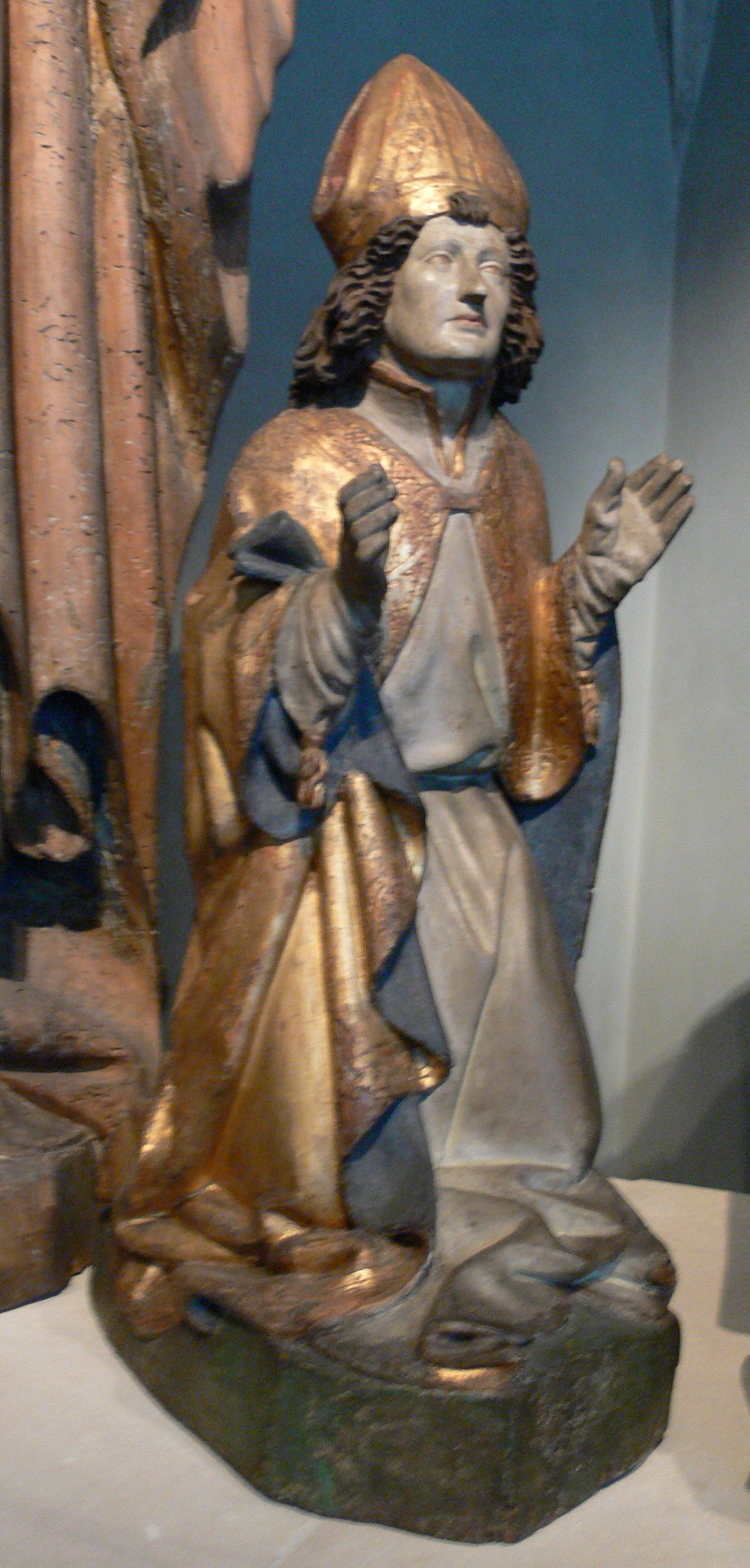
Nikodemus della Scala – Stifterfigur des von ihm 1443 für den Freisinger Dom gestifteten Hochaltarretabels, gefertigt von Jakob Kaschauer (heute im Bayerischen Nationalmuseum in München als Dauerleihgabe des Diözesanmuseum Freising)

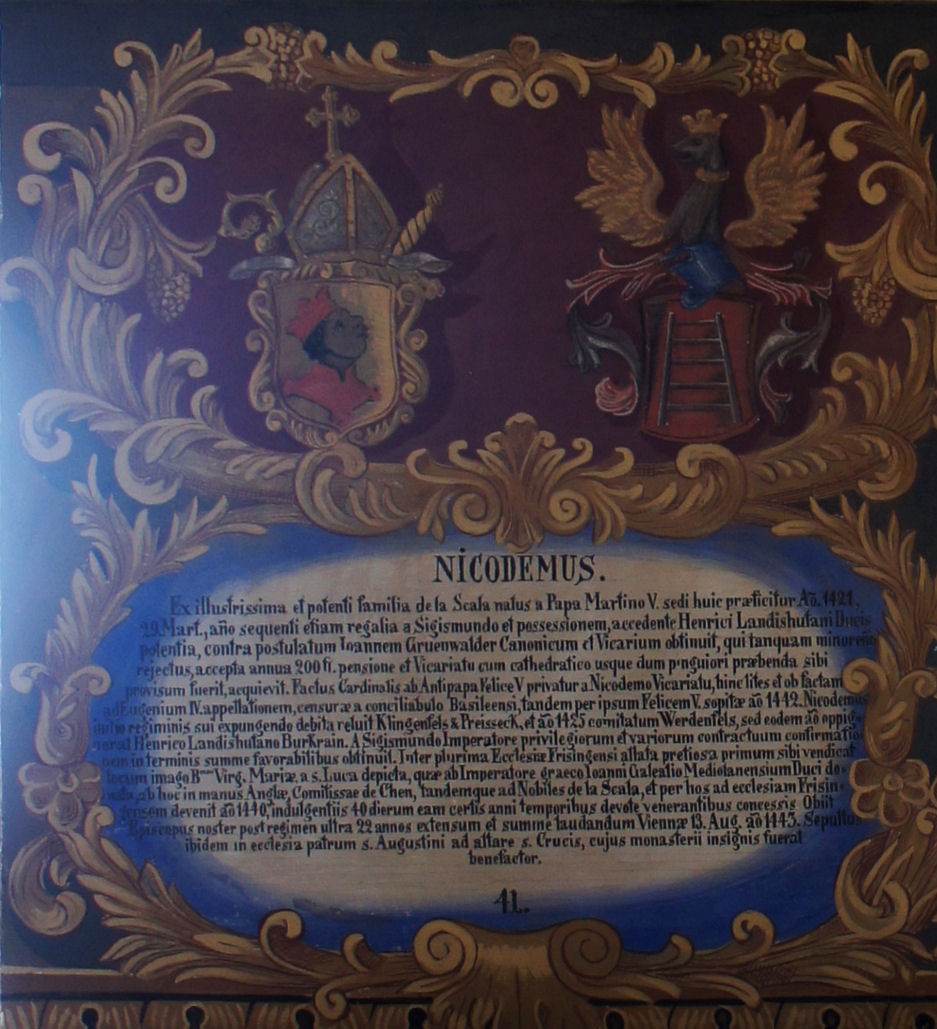
Wappentafel von Nikodemus della Scala im Fürstengang Freising

Nikodemus della Scala (auch: Nikodemus von der Leiter) stammte aus der veronesischen Adelsfamilie der Scaliger.

## Herkunft und Jugend
Nachdem die Scaliger die Macht in Verona verloren hatten, wanderte Guglielmo della Scala nach Bayern aus und begründete die deutsche Linie, die sich auch „von der Leiter“ nannte. Aus diesem Zweig stammt Nikodemus, der als Subdiakon in Landshut lebte. Dort stand er einige Jahre Heinrich XVI., dem Reichen, von Niederbayern als Schatzmeister zur Verfügung.
Papst Martin V. wollte 1420 den Bischof von Gurk, Ernst Auer von Herrenkirchen, zum Bischof von Trient ernennen und hatte die nun freie Stelle in Gurk für Nikodemus vorgesehen. Herzog Friedrich IV. von Österreich-Tirol widersetzte sich jedoch erfolgreich diesem Vorhaben, da er eigene Pläne mit Trient hatte. Auch eine erste Transferierung Nikodemus’ nach Freising im Sommer 1420 scheiterte, da der Papst die Ernennung Hermann von Cilli als Bischof von Trient wegen körperlicher Gebrechen seitens Hermanns rückgängig machen musste.

## Bischof von Freising
Nach dem plötzlichen Tode des Freisinger Bischofs Hermann von Cilli am 13. Dezember 1421 gab es drei Anwärter für den Bischofsstuhl. In Freising wählte das Domkapitel im Januar 1422 den Wittelsbacher Johannes Grünwalder, einen nichtehelichen Sohn Herzogs Johann II. von Bayern-München zum Bischof. Der Habsburger Herzog Albrecht V. setzte sich beim Papst für Albrecht von Pottendorf ein. Papst Martin V. hingegen entschied sich am 29. März 1422 wieder für den von Herzog Heinrich XVI. dem Reichen von Bayern-Landshut unterstützten Nikodemus della Scala. Herzog Albrecht gab seinen Kandidaten zugunsten von Nikodemus auf, doch das Domkapitel und Herzog Johann II. beharrten auf Johannes Grünwalder. Erst im Herbst 1422 kam durch Vermittlung des Salzburger Erzbischof ein Vergleich zu Stande: Grünwalder verzichtete auf den Bischofsstuhl und wurde dafür ständiger Generalvikar mit jährlichen Sonderzahlungen und Nikodemus konnte am 7. Dezember 1423 als Bischof in Freising einziehen.
In Reaktion auf das Konzil von Konstanz ließ Nikodemus durch seinen Generalvikar umfangreiche Reformen und Klostervisitationen in seinem Bistum durchführen. Da er auch päpstlicher Kämmerer war, war er im Auftrage Martin V. oft unterwegs und längere Zeit nicht in Freising. Ab Juli 1431 nahm er am Konzil von Basel teil. Dort vertrat er die Position des Herzog Albrecht V. von Österreich, während sein Generalvikar Grünwalder die Interessen des Hochstift Freising wahrnahm. Im September 1432 verließ Nikodemus das Konzil, um am Frankfurter Fürstentag, der am 4. Oktober 1432 stattfand, teilnehmen zu können. Offenbar erkrankte er in Frankfurt und kehrte nicht mehr zum Konzil zurück, sondern begab sich gleich nach Freising. In seinem Gefolge befand sich auch Enea Silvio Piccolomini, der bis zu Nikodemus Rückkehr nach Freising Ende Januar 1433 als dessen Konzilssekretär tätig war. Der spätere Papst Pius II. (1405–1464) bezeichnete Nikodemus als einen „in jeder Hinsicht verehrungswürdigen Mann“ und machte ihn in seinem 1443 erschienenen Buch „Pentalogus de rebus ecclesiae et imperii“ zum Mitglied einer imaginären Gesprächsrunde. Inzwischen kam es beim Basler Konzil zum Bruch zwischen Papst Eugen IV.  und den meisten Bischöfen. Diese erklärten Eugen für abgesetzt und wählten am 5. November Amadeus von Savoyen zum Papst Felix V. Grünwalder unterstützte wie die meisten Anwesenden den neuen Papst und wurde von ihm am 12. Oktober 1440 zum Kardinal und Bischof von Freising ernannt. Nikodemus bekannte sich offen zu Papst Eugen IV und entzog Grünwalder den Titel des Generalvikars. Seitdem kam es bis zu Nikodemus’ Tod immer wieder zu Auseinandersetzungen mit Grünwalder, wer nun der rechte Bischof sei.
Im September 1440 führte Nikodemus eine Diözesansynode durch, um die Reformen des Konstanzer und Basler Konzils in seinem Bistum umzusetzen.
In seiner Amtszeit beschenkte Nikodemus den Freisinger Dom mit zahlreichen Kunstwerken. So ließ er einen neuen Hochaltar von Jakob Kaschauer (heute Bayerisches Nationalmuseum) in Wien anfertigen. Im September 1440 schenkte er dem Dom eine byzantinische Marienikone aus dem 12. Jahrhundert, das sogenannte Freisinger Lukasbild (heute im Diözesanmuseum Freising). Für das Hochstift konnte er zahlreiche verpfändete Gebiete, wie die Grafschaft Werdenfels, wieder einlösen. Auch die Burgen Klingenfels (heute Klevevž) und Preiseck in der Krain gewann er zurück. Die finanzielle Lage blieb jedoch angespannt.
Am 13. August 1443 starb Nikodemus della Scala in Wien. Er wurde in der Augustinerkirche vor dem Kreuzaltar begraben. Ein Grabmal existiert heute nicht mehr.